# Сім вершин
Сім вершин — найвищі вершини семи частин світу (Північна та Південна Америка умовно рахуються окремо). При прив'язці вершин до континентів (материків), окремо рахуються Європа та Азія. Залежно від визначення меж континентів список вершин може змінюватися

## «Клуб семи вершин»

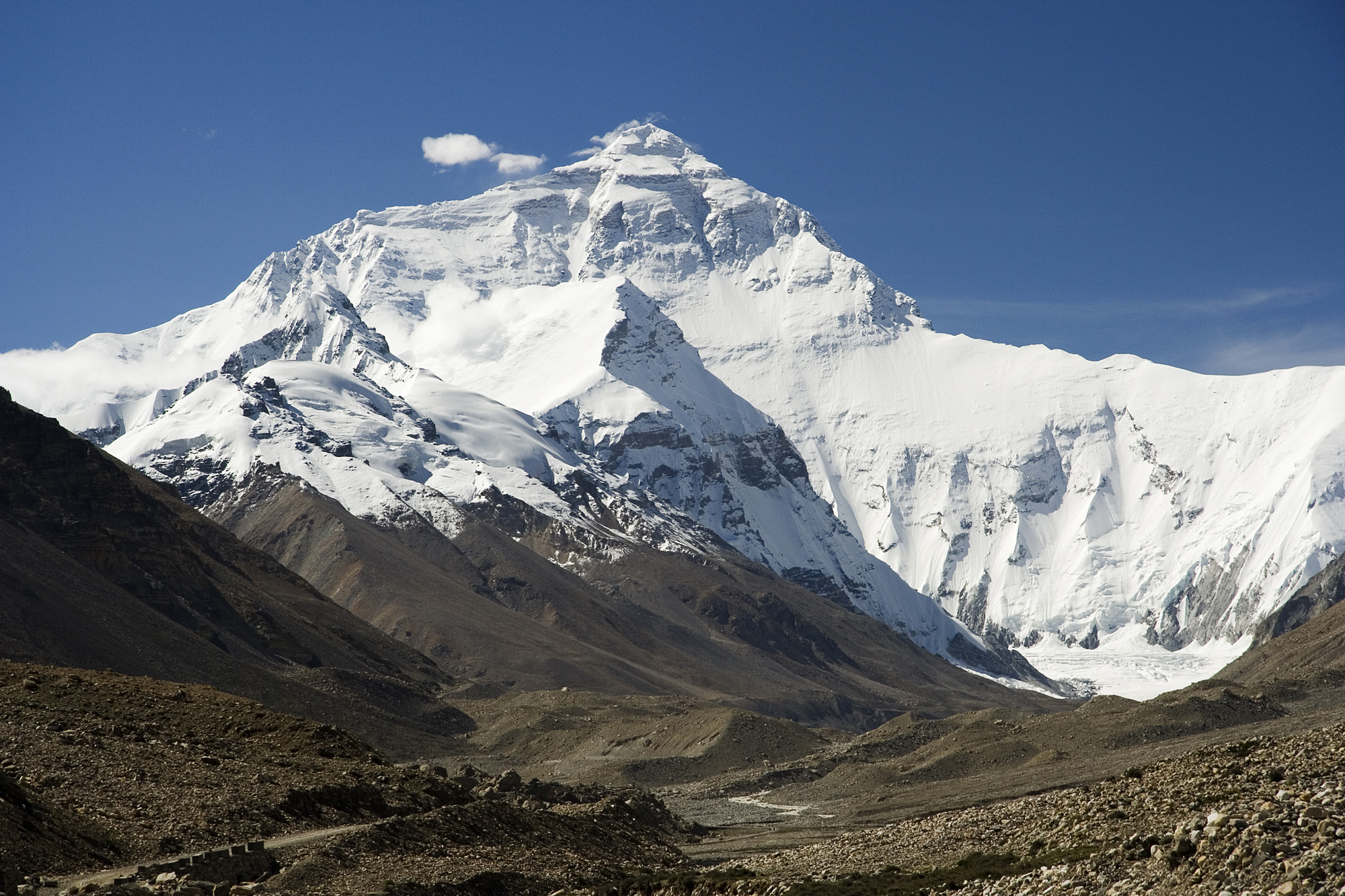
Північна сторона Евересту

Сходження на найвищі вершини всіх континентів розглядається як альпіністський виклик і зараховує учасників цих сходжень у неформальне об'єднання альпіністів — «Клуб семи вершин».
В альпіністських колах існує два списки найвищих вершин континентів: «Список Басса» і «Список Месснера». Першим альпіністом, який сходженням 30 квітня 1985 року на Еверест підкорив сім найвищих вершин континентів став американець Річард Басс — започаткував список свого імені — «Список Басса». Через рік, канадський фотограф і альпініст Патрік Морров, доповнив перелік із семи вершин, піднявшись 7 травня 1986 року на найвищу гору Австралії і Океанії Пунчак-Джая — започаткував список названий іменем легендарного італійського альпініста Райнгольда Месснера — «Список Месснера», він же був першим альпіністом, хто підкорив найвищі вершини за обома списками.

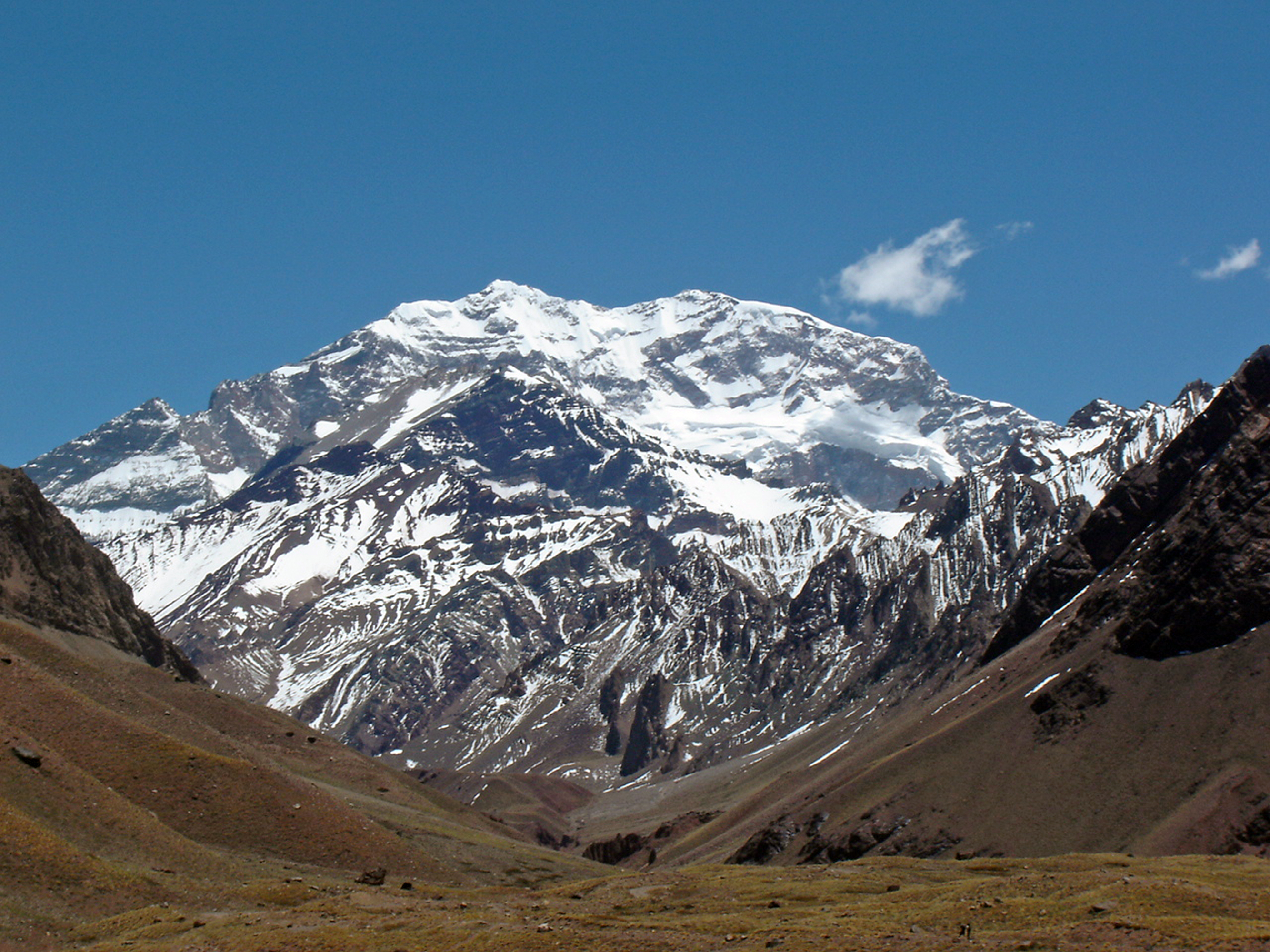
Гора Аконкагуа

Престижнішим варіантом програми 7 вершин визнається «Список Месснера». За даними альпіністського сайту, на якому ведеться статистика сходжень, станом на грудень 2011 року 235 альпіністів, в тому числі 33 жінки, повністю завершили цю програму, першою з яких була японка Табеї Дзюнко, 348 спортсменів піднялися на всі 7 вершин хоча б по одному із варіантів, 122 альпіністи виконали обидва варіанти програми 7 вершин.
В даний час все більше число людей з різних країн світу прагнуть зійти на найвищі вершини всіх континентів Землі.

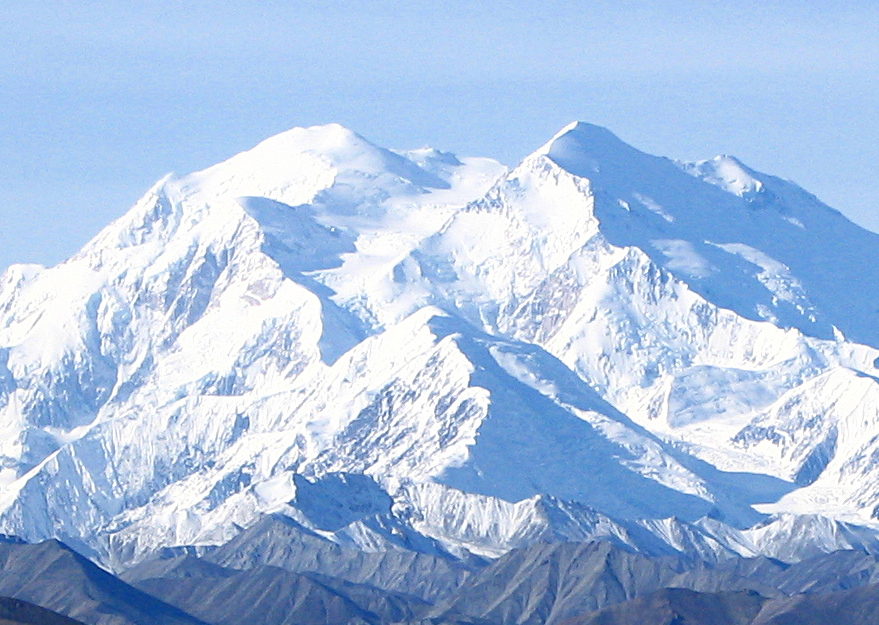
Гора Деналі з північного сходу

У вересні 2002 року, піднявшись на вершину Карстенс, був зарахований у «Клуб семи вершин» 34-річний американець Ерік Вейхенмейєр. Він — єдиний альпініст, який не бачив жодної із вершин, на яку піднімався, тому що сліпий. Ерік стоїть 103 у списку підкорювачів, включаючи обидва варіанти: Карстенса і Костюшко.
На початку грудня 2006 року словенець Даво Карнічар після лижного спуску із Масиву Вінсон, став першою людиною, яка спустилася на лижах із всіх семи вершин континентів планети.
Найстарішою людиною, що піднялася на всі 7 вершин по варіанту Карстенса, став японець Такао Араима, який 18 лютого 2010 року підкорив Кіліманджаро у віці 74 роки.
Наймолодшою людиною, що піднялася на всі 7 вершин за обома варіантами, став американець Джордан Ромеро, 24 грудня 2011 року у віці 15 років, він піднявся на найвищу вершину Антарктиди Масив Вінсон.

## Примітки

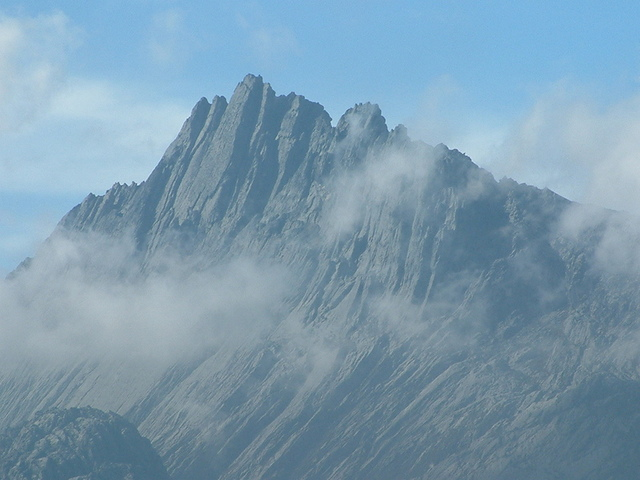
Пунчак-Джая (Піраміда Карстенса)

## Список Басса і Месснера

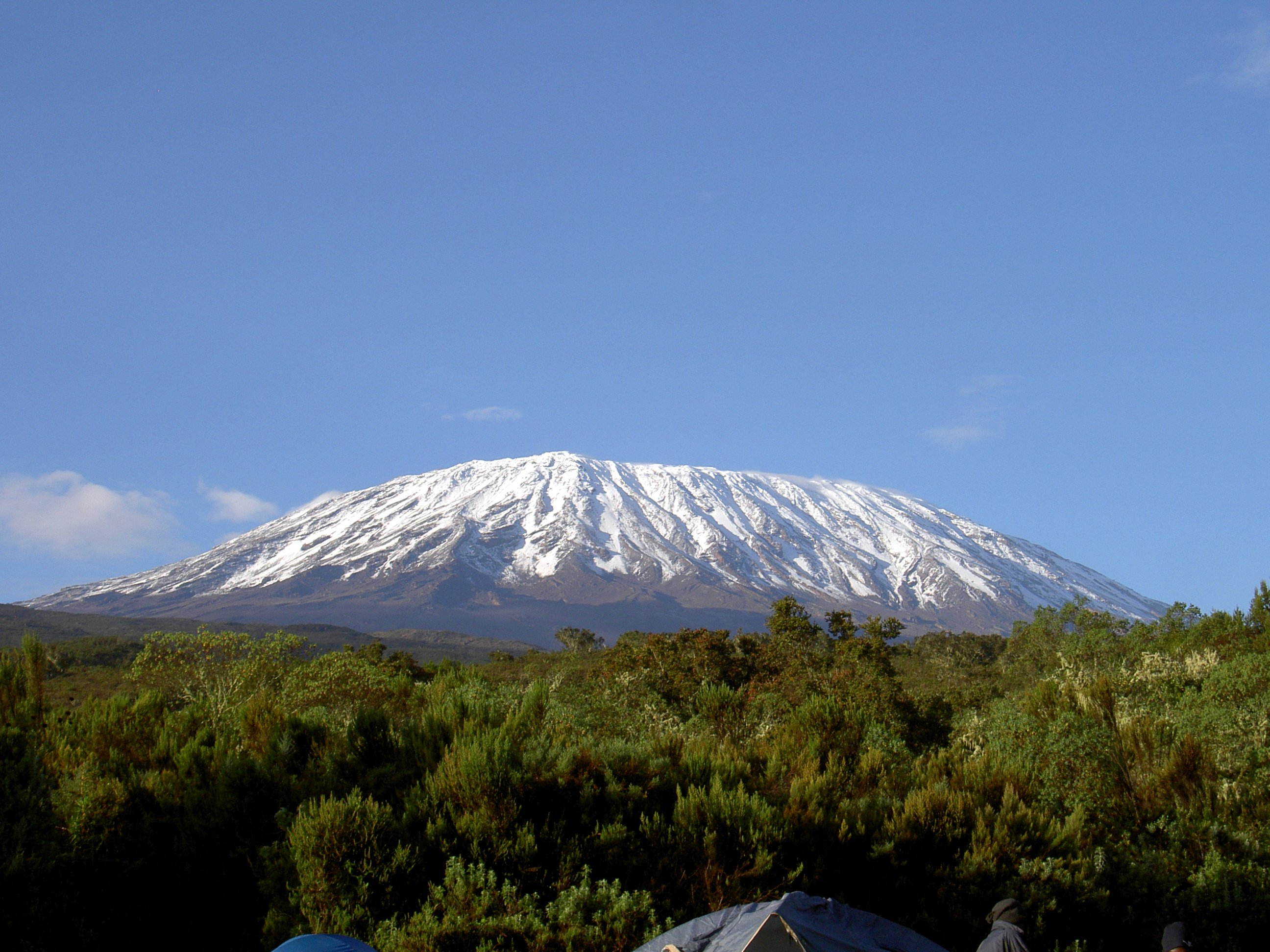
Кіліманджаро

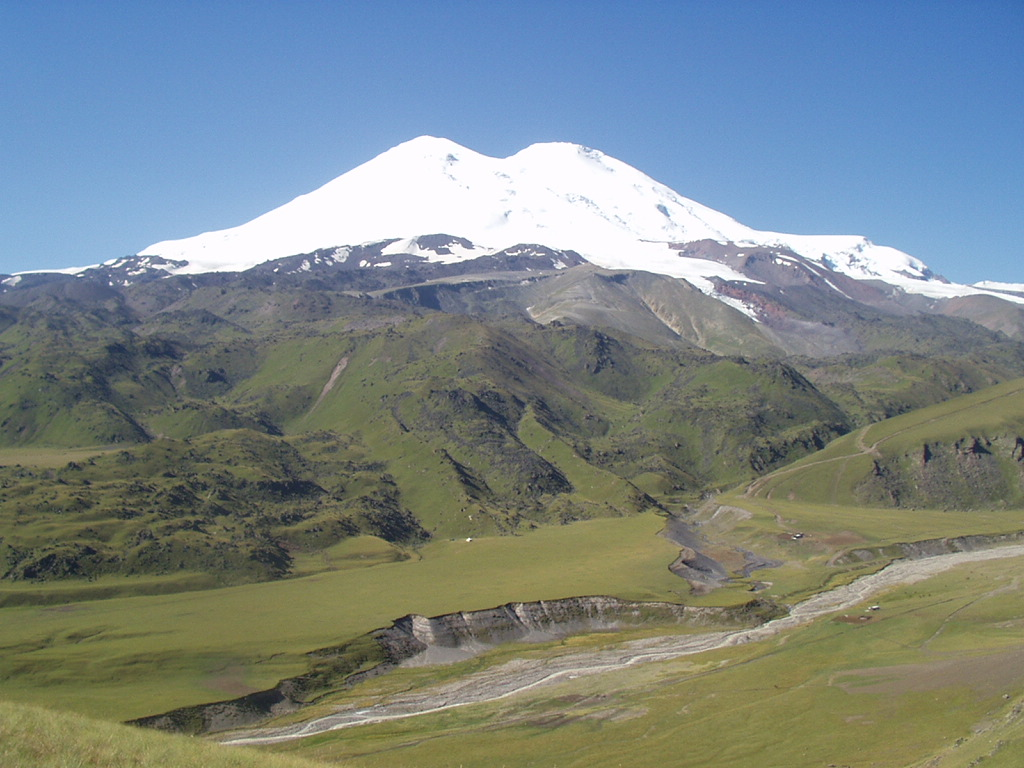
Північна сторона Ельбрусу

| Зображення | Вершина                          | Висота (м) | Масив               | Континент           | Країна       | СБ | СМ | Перше сходження |
| ---------- | -------------------------------- | ---------- | ------------------- | ------------------- | ------------ | -- | -- | --------------- |
|            | Еверест                          | 8848       | Гімалаї             | Азія                | Непал, КНР   | ✔  | ✔  | 29 травня 1953  |
|            | Аконкагуа                        | 6962       | Анди                | Південна Америка    | Аргентина    | ✔  | ✔  | 14 січня 1897   |
|            | Деналі                           | 6168       | Кордильєри          | Північна Америка    | США (Аляска) | ✔  | ✔  | 7 червня 1913   |
|            | Кіліманджаро (Вулкан Кібо)       | 5892       | Масив Кіліманджаро  | Африка              | Танзанія     | ✔  | ✔  | 6 жовтня 1889   |
|            | Ельбрус                          | 5642       | Кавказ              | Європа              | Росія        | ✔  | ✔  | 20 липня 1874   |
|            | Масив Вінсон                     | 4892       | Елсворт             | Антарктида          | —            | ✔  | ✔  | 17 грудня 1966  |
|            | Пунчак-Джая (Піраміда Карстенса) | 4884       | Гори Маоке          | Австралія і Океанія | Індонезія    | —  | ✔  | 13 лютого 1962  |
|            | Косцюшко                         | 2228       | Австралійські Альпи | Австралія           | Австралія    | ✔  | —  | 15 лютого 1840  |

## Варіанти списків

### Австралія
Найвища вершина континентальної Австралії — гора Косцюшко (2228 м). Якщо ж розглядати всю Австралійську плиту, найвищою точкою виявиться Пунчак-Джая (4884 м) на острові Нова Гвінея.

### Європа
В залежності від різних визначень кордонів європейського континенту, кавказьку вершину Ельбрус (5642 м) відносять чи не відносять до Європи. В іншому випадку, найвищою точкою Європи вважається Монблан (4810 м) в Альпах.

## Сім других вершин

Сім других вершин

Крім списку «Сім вершин», існує список «Сім других вершин» (англ. Seven Second Summits).
| Зображення | Вершина          | Висота (м) | Масив               | Континент           | Країна          |
| ---------- | ---------------- | ---------- | ------------------- | ------------------- | --------------- |
|            | Чоґорі (К2)      | 8611       | Каракорум           | Азія                | Пакистан, КНР   |
|            | Охос-дель-Саладо | 6893       | Анди                | Південна Америка    | Аргентина, Чилі |
|            | Гора Лоґан       | 5959       | Гори Святого Іллі   | Північна Америка    | Канада          |
|            | Дихтау           | 5204       | Кавказ              | Європа              | Росія           |
|            | Кенія            | 5199       | Гора Кенія          | Африка              | Кенія           |
|            | Гора Тирі        | 4852       | Елсворт             | Антарктида          | —               |
|            | Пунчак-Мандала*  | 4760       | Гори Маоке          | Австралія і Океанія | Індонезія       |
|            | Таунсенд         | 2209       | Австралійські Альпи | Австралія           | Австралія       |

∗ Інколи другою вершиною Австралії і Океанії вважають гору Пунчак-Трикора (4750 м) на острові Нова Гвінея в горах Маоке, це пояснюється тим, що гірські вершини тут мало вивчені і остаточні висоти при детальних вимірах можуть змінитися.
В залежності від різних визначень кордонів європейського континенту, кавказьку вершину Дихтау (5204 м) інколи не відносять до Європи. В цьому випадку, найвищою другою вершиною Європи буде Монблан-де-Курмайор (4748 м) в Альпах. Якщо цю вершину віднести до масиву Монблан, то такою вершиною буде Дюфур (4634 м) гірського масиву Монте-Роза в Пеннінських Альпах.
3 січня 2012 року італієць Ганс Каммерландер став першою людиною, яка піднялася на всі вершини цього списку.

## Виноски

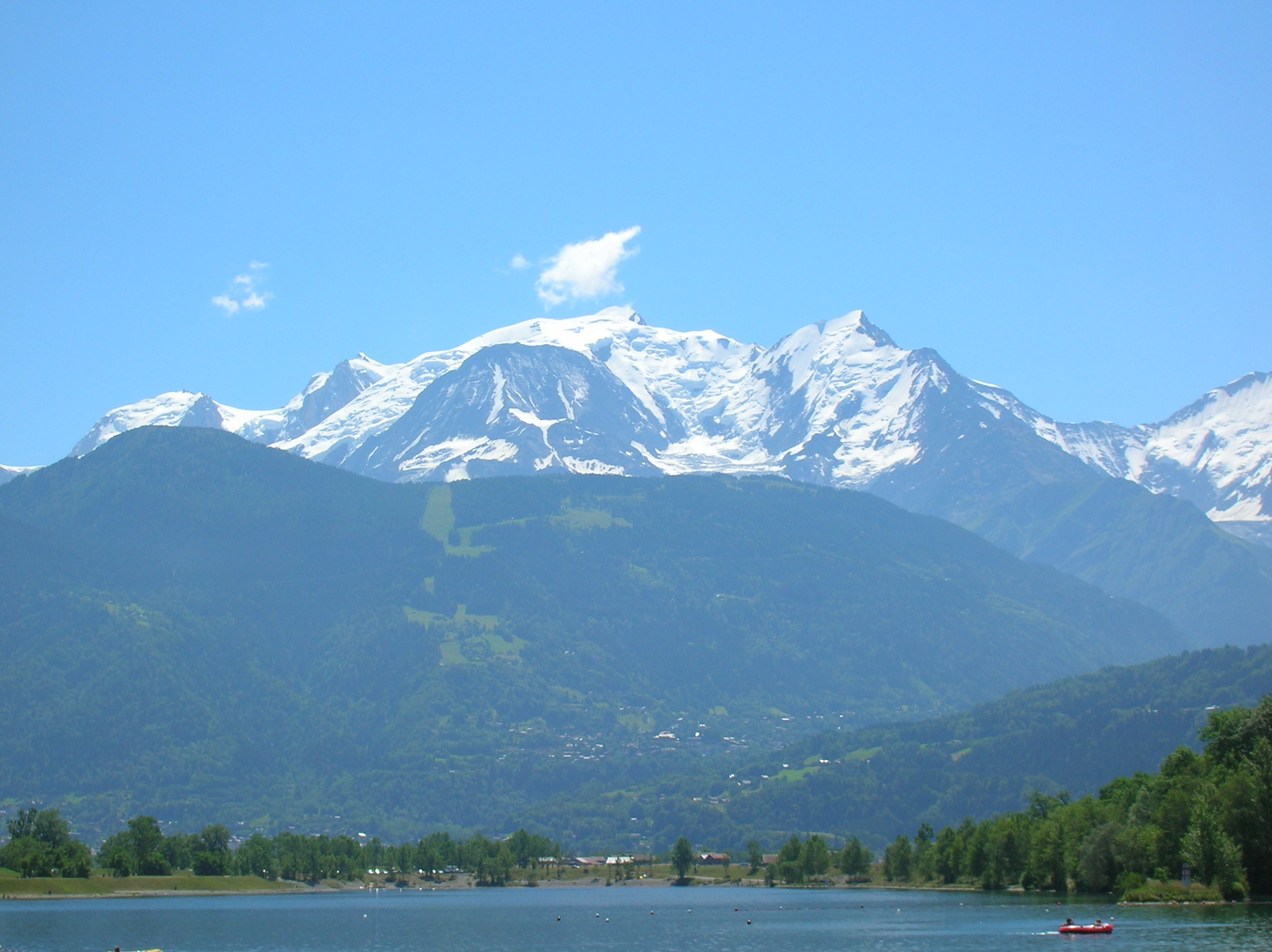
Монблан і озеро Пассі

1. ↑  «Список Басса» називають ще «Варіантом Костюшко».
2. ↑  «Список Месснера» називають ще «Варіантом Карстенса».
3. ↑  Перші підкорювачі гори Еверест: Едмунд Гілларі і Тенцинґ Норгей.
4. ↑  Перший підкорювач Аконкагуа: Матіас Зурбріґґен.
5. ↑  Перші підкорювачі гори Деналі: Вальтер Гарпер, Генрі Карстенс, Гудсон Стук і Роберт Татум.
6. ↑  Перші підкорювачі Кіліманджаро: Ганс Майєр і Людвіг Пуртшелер.
7. ↑  Перші підкорювачі гори Ельбрус: Флоренс Гров[en], Горас Волкер, Фредерік Гарднер, Петер Кнубел, Ахія Соттаєв.
8. ↑  Перші підкорювачі Масиву Вінсона: Ніхолас Клінч, Пете Схенінг, Барри Корбет, Йогн Еванс, Вільям Лонг.
9. ↑  Перші підкорювачі Піраміди Карстенса: Генріх Гаррер, Альберт Гузенга, Рассел Кіппакс, Філіп Темпл[en].
10. ↑  Перший підкорювач гори Косцюшко: Павло Стшелецький.